# 新竹縣公共自行車租賃系統
新竹縣公共自行車租賃系統是臺灣新竹縣的公共自行車租賃系統，由新竹縣政府與微笑單車公司合作建置，採用YouBike2.0系統，於2022年6月27日起正式營運。

## 歷史
- 2022年6月27日，竹北市35站YouBike 2.0啟用，為首批新竹縣開通的YouBike站點。
- 2022年7月29日，竹北市增設15站YouBike 2.0。
- 2022年12月28日，竹北市增設1站YouBike 2.0。
- 2023年4月20日，新增湖口鄉18站、新豐鄉14站、竹東鎮18站YouBike 2.0。
- 2023年12月1日，新增竹北市1站YouBike 2.0。
- 2024年2月7日，新增竹北市13站YouBike 2.0，同時首批210輛YouBike2.0E電輔車正式投入營運。[3]
- 2024年3月13日，新增竹北市2站YouBike 2.0。
- 2024年4月24日，新增竹北市20站YouBike 2.0。
- 2024年5月22日，新增竹北市10站YouBike 2.0。
- 2024年6月26日，新增新埔鎮10站YouBike 2.0。

## 營運時間
- 租賃系統營運時間：24小時
- 服務中心地址：新竹縣竹北市光明六路10號1樓（新竹縣政府內）
- 服務中心營運時間：週一－週五 09:00－18:00，週六、週日及國定假日不對外營業。

## 站點

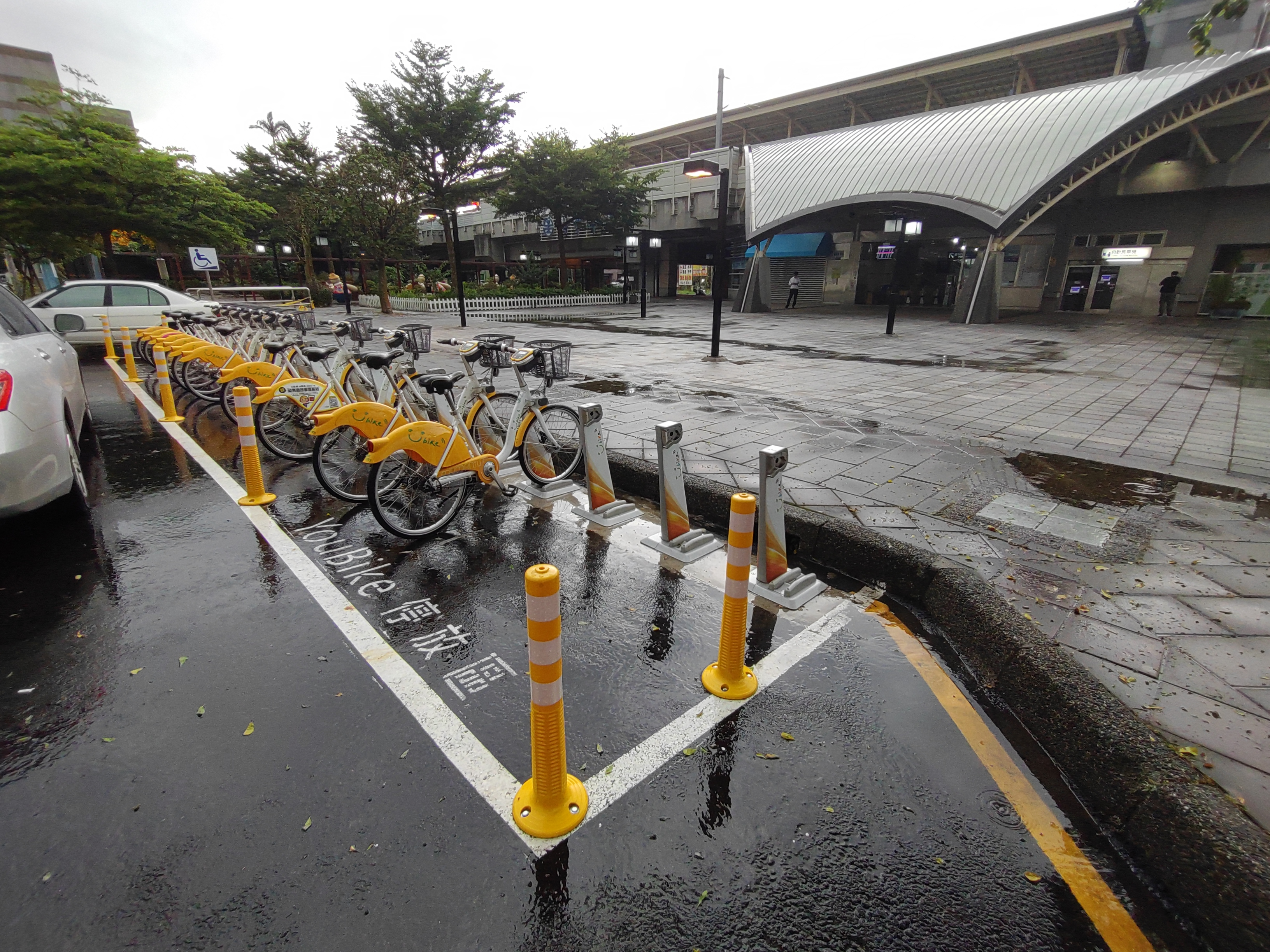
竹東鎮竹中車站前的租借站

截至2025年8月1日，共設有177個租賃站點，設點的行政區包括竹北市（104站）、竹東鎮（21站）、新豐鄉（14站）、湖口鄉（18站）、新埔鎮（10站）、芎林鄉（10站）。

## 租借方式
新竹縣公共自行車租賃系統採用24小時開放的無人自動化管理系統，可甲站租乙站還，使用者可以利用官方網站、官方App、或服務中心等方式加入會員，使用註冊的電子票證租借自行車。

## 租賃費率
- YouBike微笑單車採用累進費率。2022年6月27日起，30分鐘免費騎乘。未滿4小時每30分鐘新臺幣10元，4至8小時為每30分鐘20元，超過8小時為每30分鐘40元，使用未滿30分鐘以30分鐘計算。
- 如跨區借還自行車，將酌收跨區調度費：
  - 新竹縣騎至臺北市/新北市歸還，或臺北市/新北市騎至新竹縣歸還，需收調度費用630元。
  - 新竹縣騎至嘉義市歸還，或嘉義市騎至新竹縣歸還，需收調度費用810元。
  - 新竹縣騎至高雄市歸還，或高雄市騎至新竹縣歸還，需收調度費用940元。
  - 新竹縣騎至臺中市歸還，或臺中市騎至新竹縣歸還，無需加收調度費用。

## 外部連結
- 新竹縣微笑單車
- YouBike桃竹苗粉絲團的Facebook專頁